# Nielsen Media Research
Nielsen Media Research (NMR) är ett amerikanskt företag som mäter mediapubliken på TV, radio, biofilmer (via AMC-programmet) och tidningar. NMR har sitt högkvarter i New York och är mest känt för Nielsen ratings; en mätning av tittarsiffror.